# Lars Sandberg (fotbollsspelare)
Lars Gösta "Lasse" Sandberg, född 25 juni 1957, är en svensk tidigare fotbollsspelare (mittfältare/anfallare) och fotbollstränare.
Sandberg spelade sju säsonger och sammanlagt 49 allsvenska matcher och en mängd division I-matcher i Djurgårdens IF. De första två säsongerna spelade Djurgården i Allsvenskan, men 1981 åkte man ur. Sedan väntade fyra år i Division I Norra. Sandbergs sista säsong i laget, 1986, blev det åter dags för Allsvenskan, då med bland annat Stefan Rehn i laget. Sandberg var assisterande tränare i två säsonger i Djurgårdens IF.  
Annars är Sandberg starkt förknippad med Spånga IS. Han spelade med SIS de fem sista säsongerna i sin aktiva fotbollskarriär. I Spånga har framförallt varit huvudtränare under tre perioder, totalt sex säsonger, och det är där han tjänstgör för tillfället.
Lars Sandberg är son till Gösta "Knivsta" Sandberg.